# Samsung Galaxy S10
Samsung Galaxy S10 es una línea de teléfonos inteligentes Android de gama alta  fabricados por Samsung. Revelados durante un evento el 20 de febrero de 2019, comprados en preventa, los dispositivos se enviaron el 8 de marzo de 2019.
Al igual que el Galaxy S9, el nuevo dispositivo tiene sus modelos S10 y S10+ respectivamente, se diferencian principalmente en el tamaño de la pantalla, en la ubicación de la huella digital y en la cámara delantera adicional. Además, Samsung también lanzó una versión más pequeña llamado el Galaxy S10e y una versión compatible con la tecnología 5G.
El Galaxy S10e, S10 y S10+ tienen el precio de $749, $899 y $999 respectivamente, mientras que el S10 5G podría costar $1299. El dispositivo fue lanzado con Android 9.0 Pie actualizable a Android 12 basado en OneUI 4 (3 versiones) , a excepción del S10 Lite que recibió Android 13 basado en OneUI 5.1
Tiene compatibilidad con las gafas de realidad virtual Samsung Gear VR.

## Especificaciones

### Hardware
El S10 tiene 4 variaciones con diferentes especificaciones de hardware. El S10 y S10+ tienen pantallas de 6,1 y 6,4 pulgadas respectivamente, ambas pantallas son Dynamic AMOLED de 1440p de resolución con soporte para HDR10+ y tecnología Dynamic tone mapping. Ambas pantallas tienen lados curvados en los costados. A diferencia de los modelos anteriores, la(s) cámara(s) frontal(es) ocupa(n) una sección cortada en la parte superior-derecha y ambos modelos utilzan un lector de huellas de ultrasonido. Aunque esta nueva tecnología es más rápida que los lectores ópticos, éstos no son compatibles con los protectores de pantalla genéricos (debido a esto, el S10 y S10+ tienen un protector compatible incluido).
Los modelos internacionales del S10 utilizarán un sistema de chips Exynos 9820, en cambio los modelos de Estados Unidos y China utilizarán Qualcomm Snapdragon 855. Ambos dispositivos tienen versiones de 128 y 512 GB de almacenamiento interno, y 8 GB de memoria RAM. El S10+ también tiene una versión de 1 TB y 12 GB de RAM. Ambos modelos tienen 3400 y 4100 mAh de batería respectivamente, con soporte para carga inalámbrica y este mismo también puede cargar otros dispositivos a través de la batería del dispositivo.
El S10 tiene una cámara multi-lente; el lente principal tiene una apertura dual f1.5 y f2.4 de 12 megapíxeles, un lente ultra-wide-angle de 16 MP y un lente teleobjetivo de 12 MP, además de una cámara frontal de 10 MP con apertura f1.9. El S10+ tiene la misma cantidad de lentes, pero a la cámara frontal se le agrega un segundo sensor para medir profundidad RGB, con el fin de mejorar la calidad de los efectos de imagen y los filtros de realidad aumentada. Ambas cámaras tienen soporte para video 4K hasta 60 cuadros por segundo y HDR10+. El software de la cámara incluye "Sugerencia de toma", una función para ayudar a los usuarios, "Filtros artísticos en vivo" la posibilidad de publicar directamente en Instagram y la función "Super Steady" para reducir aún más las vibraciones en los videos.
Aparte del S10 y S10+, Samsung también lanzó 2 modelos adicionales. El S10e es una versión reducida del S10, con una pantalla plana (sin las curvas laterales) de 5.8 pulgadas con resolución Full HD+.El lector de huellas está ubicando en el botón de encendido/apagado, no tiene el lente teleobjetivo y viene con 6 GB de RAM, aunque las versiones con más almacenamiento cuentan con 8 GB. A pesar de ello, cuenta con el mismo procesador que las otras versiones por lo que es igual de potente. Además, Samsung anunció un modelo premium phablet conocido como el S10 5G. Éste cuenta con soporte para redes 5G, una pantalla de 6.7 pulgadas, 256/512 GB de almacenamiento interno (no se puede expandir), cámara de tiempo de vuelo 3D (delantero y trasero), y una batería de 4400 mAh. Este modelo por el momento es exclusivo para Verizon Wireless, pero será lanzado en otros proveedores también.

### Colores disponibles
Galaxy S10e, S10 y S10+ están disponibles en los colores Prism White, Prism Black, Prism Green, Prism Blue, Prism Silver, Cardinal Red, Flamingo Pink y Smoke Blue. Galaxy S10e también está disponible en Canary Yellow. Galaxy S10 5G viene en los colores Crown Silver, Majestic Black y Royal Gold. Galaxy S10+ y Galaxy S10+ Performance Edition ofrecen dos opciones de color adicionales: cerámica en blanco y negro. Los modelos de cerámica Performance Edition ofrecen 12 GB de RAM y 1 TB de almacenamiento interno.

## Problemas conocidos
El escáner de huellas dactilares de los modelos S10, S10+ y S10 5G tiene un problema de seguridad que permite a cualquiera desbloquear el teléfono. Samsung conoció este problema y trabajó en solucionarlo mediante una actualización del software del teléfono, dando finalmente solución a este inconveniente.